# Ligne de tramway 329
La ligne 329 est une ancienne ligne du tramway de Bruges de la Société nationale des chemins de fer vicinaux (SNCV) qui reliait Bruges à Zwevezele.

## Histoire
1896 : mise en service entre Bruges et Zwevezele; traction vapeur; capital 65.
6 avril 1952 : suppression et remplacement par une ligne d'autobus.

## Exploitation

### Horaires
Tableaux : 329 (1931).